# Кизил-Озьок
Кизил-Озьок (рос. Кызыл-Озёк) — село Маймінського району, Республіка Алтай Росії. Входить до складу Кизил-Озьокського сільського поселення.
Населення — 3703 особи (2015 рік).